# Evgenij Igorevič Kisin
Evgenij Igorevič Kisin (in russo Евгений Игоревич Кисин?, Evgeny Kissin, in ebraico יבגני איגורביץ' קיסין‎?; Mosca, 10 ottobre 1971) è un pianista russo con cittadinanza israeliana naturalizzato britannico.

## Biografia
Evgenij Kissin nasce a Mosca da una famiglia di origine ebrea. A 6 anni inizia gli studi del suo strumento al rinomato Collegio Musicale Gnessin di Mosca, dove è allievo di Anna Pavlovna Kantor.
All'età di 11 anni, Kissin fa il suo debutto con l'Uljanovsk Symphony Orchestra e l'anno seguente si esibisce nel suo primo recital a Mosca.
Il talento di Kissin esplode sulla scena internazionale nel 1984, quando incide i due concerti per pianoforte di Fryderyk Chopin con l'Orchestra filarmonica di Mosca. Nel 1985 debutta nel Regno Unito, precisamente al "Lichfield Festival", al fianco dei violinisti Maxim Vengerov e Vadim Repin e al direttore Valerij Gergiev.
Al Concerto di Capodanno 1988 Kissin suona il Concerto per Pianoforte e Orchestra No.1 di Čajkovskij con i Berliner Philharmoniker diretti da Herbert von Karajan.
Nel settembre 1990 fa il suo debutto in Nordamerica con i due Concerti per Pianoforte di Fryderyk Chopin con la New York Philharmonic sotto la direzione di Zubin Mehta. Si esibisce inoltre nel primo Recital pianistico nella centesima stagione della Carnegie Hall.
Al Teatro alla Scala di Milano tiene un recital negli anni 1991, 1997 e 2005 e nel 2010 esegue il Concerto n. 2 in fa minore, op. 21 di Fryderyk Chopin.
A Salisburgo esegue nel 2007 e nel 2009 un recital e nel 2010 due recital.

## Stile e repertorio
La sua affinata tecnica pianistica gli consente di affrontare pezzi di estrema difficoltà come i 12 Studi d'esecuzione trascendentale di Franz Liszt con apparente facilità.
Si esibisce regolarmente in tutta Europa, America e Asia, facendo registrare quasi sempre il tutto esaurito. Ha suonato con maestri illustri come Claudio Abbado, Vladimir Aškenazi, Daniel Barenboim, Sir Colin Davis, Valerij Gergiev, Carlo Maria Giulini, Mariss Jansons, Herbert von Karajan, James Levine, Sir Andrew Davis, Lorin Maazel, Riccardo Muti, Seiji Ozawa, Sir Georg Solti, Evgenij Svetlanov, Jurij Temirkanov e Sir Antonio Pappano. Kissin si è esibito inoltre in musica da camera con Martha Argerich, Gidon Kremer, Michail Pletnëv, Mischa Maisky, Thomas Quasthoff, Isaac Stern e molti altri.Nel 2023 alla Scala di Milano ha tenuto un recital insieme con il soprano Renée Fleming.

## Riconoscimenti
- Musical America, Musicista dell'Anno, 1994
- Triumph Award, Outstanding Contribution to Russia's Culture (Youngest Awardee), 1997
- Honorary Doctorate of Music dalla "Manhattan School of Music", New York 2001
- Membro onorario della Royal Academy of Music 2005[1]
- "Herbert von Karajan Award", Baden-Baden, Germania (2005)
- Grammy Award for Best Instrumental Soloist Performance (without orchestra), 2006 per Scriabin: Sonata No. 3 & 5 Preludes; Medtner: Sonata Reminiscenza; Stravinsky: 3 Movements from Pétrouchka, Evgeny Kissin, 2005 Sony
- Premio Arturo Benedetti Michelangeli, Brescia, Italia 2007
- Miglior interpretazione solista di musica classica con orchestra (Grammy), 2009 per Prokofiev: Piano Concertos Nos. 2 & 3, Evgeny Kissin, Philharmonia Orchestra, dir. Vladimir Ashkenazy, 2009 EMI